# Артёменко, Александра Ивановна
Алекса́ндра Ива́новна Артёменко (14 января 1928, Артёмовск — 25 сентября 2010, Алма-Ата) — советская горнолыжница и тренер, 11-кратная чемпионка СССР, мастер спорта СССР, заслуженный тренер СССР, участница VII зимних Олимпийских игр в Кортина-д’Ампеццо (Италия).

## Биография

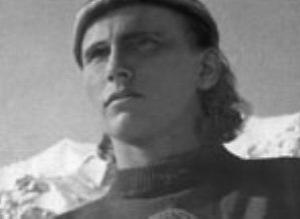
На одном из соревнований (1950-е годы)

Родилась в многодетной семье в Сибири, куда её родители переехали из Белоруссии. В начале войны, в возрасте 13 лет, подстригшись под мальчишку, несколько раз пыталась уйти на фронт.
После школы решила стать геодезистом. Поступила в Томский топографический техникум. Бегая на лыжах во время топографических съемок всерьез увлеклась беговыми лыжами. Поступила при техникуме в спортивную лыжную секцию и выиграв несколько соревнований её взяли в сборную области, где она успешно выступала на соревнованиях.
Окончив техникум, распределилась в Новосибирское аэрогеодезическое предприятие. За успехи в спорте и за организационные качества избрана Председателем областного Совета ДСО «Искра».
На геодезических полевых работах в г. Ачинске, проходя на лыжах большие расстояния, окончательно решила для себя дальнейшую жизнь посвятить лыжному спорту.
Выступая на соревнованиях в г. Кировске на трассе слалома вместе с другими спортсменами попала под лавину. Нашли её случайно по торчащему из снега носку лыжи. Ей удалось единственной уцелеть в этой катастрофе. С переломом руки и разрывом легкого долго лежала в больнице.
В 1951 году (в возрасте 23 лет) Александра Артёменко поехала на свой первый чемпионат СССР в составе сборной России в город Алма-Ату. Видя спортивный рост Александры тренеры заочно зачислили её в Ленинградский институт физкультуры. Но Артёменко решила остаться в Алма-Ате, ведь ей надо было помогать родителям, ставить своих сестер на ноги. В этом же году она поступила в Алма-Атинский институт физкультуры. И к 1952 году уже имела 2 серебряных и 1 бронзовую медали чемпионатов СССР и звание Мастера спорта. В этом же году Александру зачислили в сборную СССР.
В 1953 году завоевала свой первый чемпионский титул и стала первым в Казахстане чемпионом СССР по всем лыжным видам спорта.
В 1956 году (в 28 лет) в составе сборной представляла СССР на VII зимних Олимпийских играх в Кортина-д'Ампеццо, и в скоростном спуске заняла 14 место. В этом же году окончила институт физкультуры и преподавала в Школе Высшего спортивного мастерства Казахстана, а также была старшим тренером республики.
В 1958 году принимала участие в чемпионате мира в Бад-Гаштайне.
В 1962 году стала первой чемпионкой I зимней Спартакиады народов СССР.
Александра Ивановна 11-кратная чемпионка Советского Союза, 15-кратная серебряная и 6-ти кратная бронзовая призёрка чемпионатов СССР, 16-кратная победительница первенств профсоюзов СССР, 70-кратная чемпионка Казахской ССР. Она неоднократно защищала спортивную честь Советского Союза и Казахской ССР на чемпионатах мира и других крупных международных стартах. Александра Артёменко обладает званиями заслуженный тренер и заслуженный мастер спорта СССР. На протяжении многих лет она была одной из сильнейших горнолыжниц СССР и Казахской ССР. А последнюю свою медаль завоевала в 1974 году.
Перейдя на тренерскую работу, Александра Артёменко достигла столь же ярких успехов, как и на горнолыжных трассах. Результаты её тренерской карьеры таковы: подготовлено 12 чемпионов СССР, 18 победителей и призёров Спартакиад народов СССР и Первенств СССР среди старших юношей и девушек, 32 мастера спорта СССР, большое количество кандидатов в мастера спорта и спортсменов первого разряда.
Коллеги-тренеры и спортсмены называли Александру Ивановну «хозяйкой Чимбулака», — горнолыжного курорта под Алма-Атой, где на протяжении многих лет работала база сборных команд СССР и Казахстана по горнолыжному спорту.
Ежегодно в начале февраля, начиная с 2001 года, на Чимбулаке соревнуются горнолыжники, разыгрывая «Приз Артёменко А. И.».
Скончалась 25 сентября 2010 года в Алматы. Похоронена на кладбище на проспекте Рыскулова.

## Награды
- Медаль «За трудовую доблесть» (27.04.1957) — «за успехи, достигнутые в деле развития массового физкультурного движения в стране, повышения мастерства советских спортсменов, и успешное выступление на международных соревнованиях»